# Monte Coccovello
Il monte Coccovello (1.505 mt) è il più alto monte del versante tirrenico dell'Appennino lucano. È compreso soprattutto nel comune di Rivello ed in alcune zone nei comuni di Trecchina (prov. di Potenza) e Maratea in Basilicata.

## Geografia
Definito, dal maggiore esperto della geologia e geomorfologia del monte Coccovello, groviera della Basilicata, è considerato il più bell'esempio di ambiente carsico dell'Italia meridionale e tra i più rappresentativi, nel genere, dell'intero territorio italiano. Erroneamente è ritenuto da molti un vulcano ma è solo una credenza popolare, dettata dalla presenza sulla sua sommità di oltre cento doline.